# Дом-музей В. В. Вересаева
Дом-музей В. В. Вересаева — учреждение культуры города Тулы историко-литературной направленности, филиал Государственного учреждения культуры Тульской области «Объединение „Историко-краеведческий и художественный музей“». Экспозиция посвящена жизни и творчеству Викентия Викентьевича Вересаева (1867—1945) — русского, советского врача, писателя, пушкиниста, переводчика и литературоведа.
Дом-музей В. В. Вересаева — единственный в России музей писателя. Размещается в историческом здании, принадлежавшем родителям писателя.
Музей открыт 15 января 1992 года. Сотрудниками музея ведётся активно культурно-просветительская работа.

## История
Дом на улице Верхне-Дворянской (современный адрес — Гоголевская, д. 82), принадлежавший семье известного тульского детского врача и общественного деятеля, Викентия Игнатьевича Смидовича (1834—1894), был широко известен в Туле XIX века. Именно в этом доме 4 (16) января 1867 года родился Витя Смидович, который впоследствии стал известным писателем Викентием Викентьевичем Вересаевым.
Тихая Верхне-Дворянская улица (теперь Гоголевская), одноэтажные особнячки и вокруг них сады. Улица почти на краю города, через два квартала уже поле. Туда гоняют пастись обывательских коров, по вечерам они возвращаются в облаке пыли, распространяя вокруг себя запах молока, останавливаются каждая у своих ворот и мычат протяжно. Внизу, в котловине — город. Вечером он весь в лиловой мгле, и только сверкают под заходящим солнцем кресты колоколен. Там дома друг на друге, пыль, вонь сточных канав, болотные испарения и вечная малярия. У нас наверху — почти полевой воздух, море садов и весною в них — сирень, гулкие раскаты соловьиных трелей и щелканий.
У папы на Верхне-Дворянской улице был свой дом, в нем я и родился. Вначале это был небольшой дом в четыре комнаты, с огромным садом. Но по мере того как росла семья, сзади к дому делались все новые и новые пристройки, под конец в доме было уже тринадцать — четырнадцать комнат. — В. В. Вересаев.
Ныне это единственная сохранившаяся в Туле усадьба городского типа. Берёзовая аллея, цветники, беседка на территории усадьбы воссозданы по «Воспоминаниям» писателя.
В Туле и Тульской губернии прошли детские и юношеские годы писателя (1867—1884), сюда приезжал он на каникулы в годы учёбы из Петербурга и Дерпта (1884—1894). Здесь он жил во время высылки из Петербурга в 1901—1903 гг., сюда же Вересаев возвращался и в последующие годы.
Родственники Вересаева выехали из Тулы ещё в дореволюционные времена, и дом был занят совершенно посторонними семье Смидовичей людьми.
Вопрос об организации музея В. В. Вересаева в Туле был поднят ещё в 1939 году, в этом году отчий дом писателя был поставлен на государственную охрану как памятник истории и культуры.
В 1964 году племянницей писателя, Валерией Михайловной Нольде, в Тулу была передана обстановка московского кабинета В. В. Вересаева, его личные вещи, книги из его библиотеки, художественные произведения, фото и другие материалы. Однако создание музея не состоялось. Здание требовало реставрации, но оно даже ещё не было расселено. Освобождение дома от жильцов проходило с 1986 по 1988 год. После этого была разработана научная концепция музея и его тематико-экспозиционный план, начались работы по реставрации. Авторами музейной экспозиции выступили заведующая музеем Любовь Ивановна Кузнецова и старший научный сотрудник Валентина Олеговна Старостина, художественное решение экспозиции выполнили художники Борис Ефимович Бейдер и Игорь Вячеславович Мисаилов из Санкт-Петербурга.
Дом-музей В. В. Вересаева — первый литературно-мемориальный музей г. Тулы — был открыт 15 января 1992 года в доме № 82 по улице Гоголевской, к 125-летию со дня рождения писателя. Первоначально как филиал Тульского областного историко-архитектурного и литературного музея, с 2013 года музей — филиал Государственного учреждения культуры Тульской области «Объединение „Историко-краеведческий и художественный музей“».

## Экспозиция
Экспозиционная площадь Дома-музея В. В. Вересаева составляет 230 квадратных метров. Экспозиция музея отражает жизнь и творчество писателя и включает в себя девять структурных элементов: детство и отрочество писателя, мемориальная комната Вити Смидовича, учёба в Петербурге и Дерпте, творчество Вересаева в дореволюционное время, в советский период, пушкиниана, Вересаев — переводчик, Вересаев и современность.
Наиболее значимой частью экспозиции является интерьер московского рабочего кабинета писателя.
Интерьер воссоздан по фотографиям и воспоминаниям родственников писателя, в кабинете можно увидеть письменный стол, за которым работал В. В. Вересаев, чернильный прибор, книги из его библиотеки, мебель, личные вещи писателя.
В составе экспозиции уникальная коллекция предметов, переданная Дому-музею племянницей и личным секретарём писателя, Валерией Михайловной Нольде, в 1964 и 1986 годах — книги из личной библиотеки писателя, многие с автографами известных писателей, литературоведов, искусствоведов и переводчиков (А. Чехова, М. Горького, Л. Андреева и других); акварельные рисунки художников В. Поленова и М. Волошина, с которыми писатель общался и был знаком. Это и первое опубликованное стихотворение писателя, рукописи В. В. Вересаева, его письма, черновики, издания произведений писателя на иностранных языках с автографами переводчиков.

## Работа с посетителями
Кроме самостоятельного осмотра экспозиции или обзорной экскурсии по музею посетителям предлагаются тематические экскурсии: «Жизнь и творчество В. В. Вересаева»; «Детские годы писателя В. В. Вересаева»; «Семья Смидовичей»; «Медицина в жизни и творчестве В. В. Вересаева».
В музее проходят выступления тульских писателей, презентации литературных печатных новинок, фольклорные праздники и музыкальные встречи, мероприятия цикла «Литературные Среды».
Дом-музей организует и проводит научные конференции «Вересаевские чтения», на которых выступают литературоведы и музейные работники Москвы, Тулы, Ясной Поляны, родственники писателя — правнучатый племянник — Лев Разумовский и родственник писателя по материнской линии — Олег Григорьев. Сотрудники музея опубликовали ряд материалов о Доме-музее В. В. Вересаева в журналах «Приокские зори», «Лицей на Пушкинской», Вестнике Ассоциации музеев России и в других изданиях.